# Невинност
„Невнност“ (на турски: Masumiyet) е турски филм от 1997 година, драма на режисьора Зеки Демиркубуз по негов собствен сценарий.
В центъра на сюжета е стеснителен мъж, който излиза на свобода след продължителен престой в затвора и, опитвайки се да се адаптира, се запознава със самотна майка, обсебена от свой любовник, който лежи в затвора. Главните роли се изпълняват от Гювен Кърач, Деря Алабора, Халюк Билгинер, Мелис Туна.